# Epiteli pavimentós
L'epiteli pavimentós o epiteli escatós és un epiteli caracteritzat per la forma aplanada de les cèl·lules del seu estrat superficial. L'epiteli pavimentós pot presentar un o dos estrats de cèl·lules que es diuen respectivament epiteli pavimentós simple (o monoestratificat) i complex (o pluriestratificat). Pot tenir funcions variades: tròfiques i d'intervanvi, de revestiment, de protecció i algun de secreció.
L'epiteli escatosestratificat està ben adaptat a zones del cos que estan subjectes a constant abrasió. Així, les capes poden mudar seqüencialment i substituïdes abans que s'exposi la membrana basal.

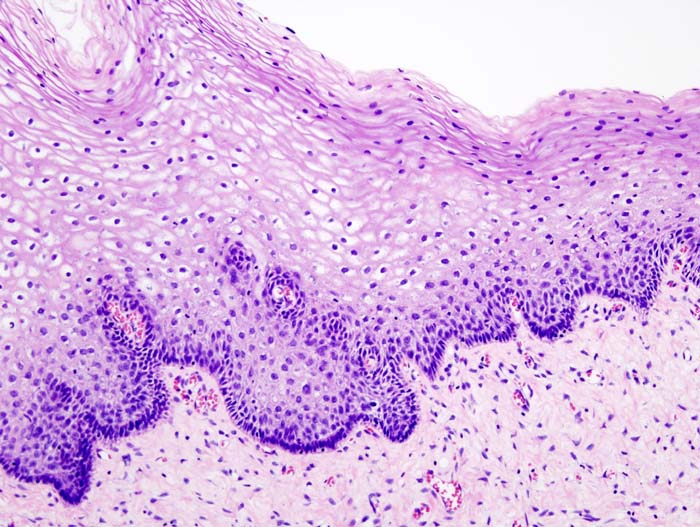
Teixit epitelial pavimentós pluriestratificat no queratinitzat; tinció d'HE.